# 36-os busz (Tatabánya)
A tatabányai 36-os jelzésű autóbusz a Bányász körtér és a Rugógyár között közlekedik. A vonalat a T-Busz Tatabányai Közlekedési Kft. üzemelteti.

## Története
A buszvonalat 2018. január 2-án indította el Tatabánya új közlekedési társasága, a T-Busz Kft.

## Útvonala
| Rugógyár felé | Bányász körtér felé |
| --- | --- |
| Bányász körtér – Mikoviny Sámuel utca – Vigadó utca – Rózsa utca – Gyöngyvirág sor – Hosszú sor – Muta hegy – Rugógyár | Rugógyár – Muta hegy – Hosszú sor – Gyöngyvirág sor – Rózsa utca – Vigadó utca – Mikoviny Sámuel utca – Bányász körtér |

## Megállóhelyei
| 0 | Bányász körtér végállomás | 8 | 1, 3, 3A, 3G, 3L, 4, 4E, 6, 8, 8L, 8S, 11, 16, 18, 38, 38G, 51, 51B, 53B 8432, 8435, 8436, 8443 |
| 1 | Vigadó utca               | 7 | 1G, 3G, 18, 38G                                                                                 |
| 2 | Hosszú sor                | 6 | 6, 16                                                                                           |
| 3 | X. középállomás           | 5 | 6, 16                                                                                           |
| 4 | XI/A Akna                 | 4 | 6, 16                                                                                           |
| 5 | XI. Akna                  | 3 | 6, 16                                                                                           |
| 6 | XII/A Akna                | 2 | 6, 16                                                                                           |
| 7 | Kuburczik kertek          | 1 | 6, 16                                                                                           |
| 8 | Rugógyár végállomás       | 0 | 6, 16, 26R                                                                                      |